# 아파나시에보 문화
아파나시에보 문화(영어: Afanasievo culture)는 기원전 3300년부터 기원전 2500년까지 미닌스크 분지와 알타이산맥을 점령한 남시베리아의 초기 고고학 문화이다. 이름은 인근에 있는 산인 고라 아파나시에바(Gora Apanasieva)에서 유래하였다. 아파나시예프산은 오늘날 러시아의 하카시야주 보그라드스키군에 위치한다.
데이비드 W. 안토니(David W. Anthony)는 아파나시에보의 거주민이 기원전 3700년에서 3300년 사이에 돈-볼가 지역에서 얌나야 문화에 선행한 레핀 문화로부터 유라시아 스텝을 건너 이주한 사람들의 후손이라고 보고 있다. 말타-부레티 문화와 같은 과거의 토착 시베리아 문화와 대비하여 흔히 "서쪽으로부터 유입된" 문화로 기술된다.
지리적 위치와 연대 때문에, 앤서니와 레오 클레인, J. P. 말로리, 빅터 H. 메이어와 같은 초기 학자들은 아파나시에보어를 토하라조어와 연결시켰다.

## 연대 측정
전통적으로 기원전 2000-2500년경에는 아파나시에보 문화가 정착되었을 것으로 본다. 유적군에서 발굴된 목기와 유해의 방사성 탄소 연대 측정 결과, 전자는 기원전 3705년, 후자는 기원전 2874년 어름의 것으로 밝혀졌다. 목기의 연대를 기점으로 하는 학설은 오늘날 폐기되었으며, 이 문화가 시작된 연대는 아무리 빨라도 기원전 3300년경인 것으로 추정된다.

## 문화
이 문화에서는 공동 무덤이 일반적이지 않았다. 아파나시에보 고분에는 일반적으로 구덩이에서 등을 구부린 고인과 함께 단일 및 소규모 공동 매장이 포함된다. 매장 구덩이는 직사각형 또는 원형으로 둘러친 돌담으로 구분되어 있다. 학자들은 이 사실로부터 4~5기의 돌담으로 구획된 가족 단위 사회적 집단의 매장으로 파악하고 있다.
아파나시에보 문화에서는 우제류 소과(소·양·염소)를 중심으로, 가축화 여부와는 상관없이 말도 이용한 것으로 보인다. 특히 기제류 말과 동물의 영향으로 바퀴 달린 수레에 대한 이 근방의 이미지 형성에도 크게 기여했다. 돌과 뼈와 뿔을 활용하여 도구를 만들었는데, 주로 도끼와 화살촉은 돌을, 바늘이나 촉 등은 뼈를 써서 만든 것으로 보인다. 녹용 조각 중에는 말의 뺨 조각으로 확인된 물체가 있다.  구리나 은 또는 금으로 만든 장신구도 발견되었다.

## 물리적 인류학

### 유전학
아파나시에보 개체의 전체 게놈 분석을 통해, 그들이 폰토스-카스피 스텝의 얌나야 개체군과 유전적으로 매우 가깝다는 것을 알 수 있었다. 지리적으로 아파나시에보와 얌나야 문화 둘 사이에 위치한 여타의 그룹들보다 더 가깝다 (주변 지역은 아파나시에보보다는 동부 시베리아의 다른 수렵인 유전자가 많이 포함되었다). 이는 아파나시에보 문화를 일군 이들이 다른 지역을 거치지 않고 스텝을 통해 곧장 이주하여 현지 인구와 거의 혼합되지 않았다는 것을 암시한다. 두 문화는 공통적으로 단부모 하플로그룹, 특히 Y-염색체 하플로그룹 R1b가 우세를 보인다.
대초원에서 발생한 아파나시에보 집단은 알타이 산맥에서 다시 두 갈래로 나뉘어, 동쪽으로는 몽골 방면, 남쪽으로는 신장 방면으로 퍼졌다. 몽골로 퍼져 나간 일파는 그들의 주거지를 기준으로 동쪽과 남서쪽으로 이주해온 자들에 의해 대체되거나 흡수되어 청동기 시대 즈음에 사라졌다. 반면, 신장 방면은 적어도 기원전 제1천년기 후반까지 그 유전자가 지속되었다.

### 질병
고라 아파나시에보에서 발굴한 유해의 치아에서 페스트균의 두 변종을 추출했다. 하나는 기원전 2909-2679년 것이고, 다른 하나는 기원전 2887-2677년으로 밝혀졌는데. 둘 다 일곱 사람의 같은 공동 무덤에서 나온 것이다. 1세기 가량의 차이를 제외하면 동시기 발생한 변종으로 보인다. 이 균주의 유전자는 사람의 면역 반응을 유발하는 플라젤린을 발현한다. 즉 선페스트가 아니었다.

## 다른 문화와의 연결 가능성
금속 제련과 말의 이용 및 수레와 같은 탈 것의 사용 등 쿠르간 문화와 연관이 깊은 탓에, 대체로 아파나시에보 문화 집단은 인도유럽어를 사용하는 것으로 추측하고 있다. 특히 금속 제련에 한하여, 많은 학자들이 인접한 지역에서 성립된 중원계 문화의 후신인 중국의 야금술의 시원으로 여기고 있다. 그러나 '물리적 유전학>유전학'에서 기술했듯, 이들은 그 자리에 계속 머무른 것이 아니라 두 갈래로 이동했던 것이 분명하다. 유전적으로는 신장의 타클라마칸 사막 근방의 타림 분지에서 발견된 미라에 대한 연구와 아파나시에보를 이어 이 일대를 장악한 시베리아 기원의 오쿠네보 문화 인구 집단 사이의 불연속성 확인 등을 통해 아파나시에보 문화인과 상이함을 입증해냈기 때문이다.

## 후계자
고시베리아(Paleo-Siberian)계의 비-인도유럽 산림 문화로서 나중에 이 북쪽 일대로 확장된 오쿠네프 문화(Okunev culture) 초기에 아파나시에보 문화의 수용 흔적이 보인다. 지역적으로는 오쿠네프 이후 각각 안드로노보, 카라수크, 타가르 및 타슈니크 문화에 의해 점령되었다. 몇몇 학자들은 타림 분지 북쪽에 살던 토하라인의 조상으로 아파나시에보 문화를 제시한다.

## 참조주
1. ↑  Vadetskaya, E.; Polyakov, A.; Stepanova, N. (2014). 《The set sites of the Afanasievo culture》. Barnaul: Azbuka.
2. ↑  Anthony, David W. (2010년 7월 26일). 《The Horse, the Wheel, and Language: How Bronze-Age Riders from the Eurasian Steppes Shaped the Modern World》. Princeton University Press. 307–310쪽. ISBN 978-1400831104. 2015년 1월 18일에 확인함.
3. ↑  Fagan, Brian M. (1996년 12월 5일). 《The Oxford Companion to Archaeology》 (영어). Oxford University Press. 644–645쪽. ISBN 978-0-19-977121-9.
4. 1 2 3 4  Mallory, J. P. (1997). 《Encyclopedia of Indo-European Culture》. Taylor & Francis. 4–6쪽. ISBN 1884964982. 2015년 2월 15일에 확인함.
5. ↑  Anthony, David W. (2010년 7월 26일). 《The Horse, the Wheel, and Language: How Bronze-Age Riders from the Eurasian Steppes Shaped the Modern World》. Princeton University Press. 264–265, 308쪽. ISBN 978-1400831104. 2015년 1월 18일에 확인함.
6. ↑  Mallory, J. P.; Mair, Victor H. (2000). 《The Tarim Mummies: Ancient China and the Mystery of the Earliest Peoples from the West》. London: Thames & Hudson. ISBN 0-500-05101-1.
7. ↑  Клейн Л. С. Миграция тохаров в свете археологии // Stratum plus. Т. 2. С. 178—187.
8. ↑  Svyatko, S. (2009). “New Radiocarbon Dates and a Review of the Chronology of Prehistoric Populations from the Minusinsk Basin, Southern Siberia, Russia”. 《Radiocarbon》 2009 (1): 243–273 & appendix I p.266. doi:10.1017/S0033822200033798.
9. ↑  Anthony, D. W. (2013). “Two IE phylogenies, three PIE migrations, and four kinds of steppe pastoralism” (PDF). 《Journal of Language Relationship》 9: 1–21. doi:10.31826/jlr-2013-090105.
10. 1 2  Rasmussen, S15-16. These samples are marked "RISE509" and "RISE511".
11. 1 2  Narasimhan, Vagheesh M. (2019년 9월 6일). “The formation of human populations in South and Central Asia”. 《Science》 (American Association for the Advancement of Science) 365 (6457): eaat7487. doi:10.1126/science.aat7487. PMC 6822619. PMID 31488661.
12. 1 2 3  Allentoft, ME (2015년 6월 11일). “Population genomics of Bronze Age Eurasia” (PDF). 《Nature》 (Nature Research) 522 (7555): 167–172. Bibcode:2015Natur.522..167A. doi:10.1038/nature14507. PMID 26062507.
13. ↑  Mathieson, Iain (2015년 11월 23일). “Genome-wide patterns of selection in 230 ancient Eurasians”. 《Nature》 (Nature Research) 528 (7583): 499–503. Bibcode:2015Natur.528..499M. doi:10.1038/nature16152. PMC 4918750. PMID 26595274.
14. ↑  Zhang, F; Ning, C; Scott, A;  외. (2021). “The genomic origins of the Bronze Age Tarim Basin mummies”. 《Nature》 599 (7884): 256–261. Bibcode:2021Natur.599..256Z. doi:10.1038/s41586-021-04052-7. PMC 8580821. PMID 34707286.
15. ↑  Wang, Chuan-Chao; Yeh, Hui-Yuan; Popov, Alexander N.; Zhang, Hu-Qin; Matsumura, Hirofumi; Sirak, Kendra; Cheronet, Olivia; Kovalev, Alexey; Rohland, Nadin (March 2021). “Genomic insights into the formation of human populations in East Asia”. 《Nature》 (영어) 591 (7850): 413–419. Bibcode:2021Natur.591..413W. doi:10.1038/s41586-021-03336-2. ISSN 1476-4687. PMC 7993749. PMID 33618348.
16. ↑  Rasmussen, 575.
17. ↑  Baumer, Christoph (2012년 12월 11일). 《The History of Central Asia: The Age of the Steppe Warriors》. I.B. Tauris. 122쪽. ISBN 978-1780760605.
18. ↑  Keay, John (2009년 10월 1일). 《China: A History》. Basic Books. ISBN 978-0465020027.
19. ↑  Hollard, Clémence;  외. (2018). “New genetic evidence of affinities and discontinuities between bronze age Siberian populations”. 《Am J Phys Anthropol》 167 (1): 97–107. doi:10.1002/ajpa.23607. PMID 29900529.
20. ↑  “Central Asian Arts: Neolithic and Metal Age cultures”. 《Encyclopædia Britannica Online》. Encyclopædia Britannica. 2015년 3월 2일에 확인함.
21. ↑  “Stone Age: European cultures”. 《Encyclopædia Britannica Online》. Encyclopædia Britannica. 2015년 3월 2일에 확인함.

## 추가 자료
- H. P. Francfort, The Archeology of Protohistoric Central Asia and the Problems of Identifying Indo-European and Uralic-Speaking populations (review 보관됨 2007-03-12 - 웨이백 머신) in : Persée 2003: Archéologie de l'Asie intérieure de l'âge du bronze à l'âge du fer
- Haywood, Antohny (2012년 5월 2일). 《Siberia: A Cultural History》. Andrews UK Limited. ISBN 978-1908493378.
- Hollard, C. (2014년 9월 1일). “Strong genetic admixture in the Altai at the Middle Bronze Age revealed by uniparental and ancestry informative markers”. 《Journal of Forensic Sciences》 (American Academy of Forensic Sciences) 12: 199–207. doi:10.1016/j.fsigen.2014.05.012. PMID 25016250. 2020년 1월 8일에 확인함.
- Kozshin, P (1970). “O psaliach is afanasievskih mogil”. 《Sovetskaya Archeologiya》 4: 189–93.
- Einführung in die Ethnologie Zentralasiens Marion Linska, Andrea Handl, Gabriele Rasuly-Paleczek (2003) (.doc version)
- Sinor, Denis (1990년 3월 1일). 《The Cambridge History of Early Inner Asia, Volume 1》. Cambridge University Press. ISBN 0521243041.
- Zvelebil, Marek (1986년 11월 13일). 《Hunters in Transition: Mesolithic Societies of Temperate Eurasia and Their Transition to Farming》. Cambridge University Press. ISBN 0521268680.